# Oulanka
Oulanka este o arie protejată (arie specială de conservare — SAC, sit de importanță comunitară — SCI, arie de protecție specială avifaunistică — SPA) din Finlanda întinsă pe o suprafață de 29.390 ha, integral pe uscat.

## Localizare
Centrul sitului Oulanka este situat la coordonatele 66°27′38″N 29°20′36″E / 66.4606°N 29.3433°E.

## Înființare
Situl Oulanka a fost declarat sit de importanță comunitară în august 1998 pentru a proteja 9 specii de plante și 55 de specii de animale. Alte tipuri de protecție:
- arie de protecție specială avifaunistică (în august 1998)[2]
- arie specială de conservare (în aprilie 2015)[1][3][4]

## Biodiversitate
Situată în ecoregiunea boreală, aria protejată conține 23 de habitate naturale: Ape oligotrofe din câmpii nisipoase, cu un conținut foarte redus de minerale (Littorelletalia uniflorae), Ape puternic oligomezotrofe cu vegetație bentonică cu Chara spp., Lacuri și iazuri distrofice naturale, Râuri naturale fino-scandinave, Cursuri de apă de la nivel de câmpie la nivel montan, cu vegetație Ranunculion fluitantis și Callitricho-Batrachion, Pajiști fino-scandinave uscate până la mezice, bogate în specii de altitudine mică, Liziere de ierburi înalte hidrofile de câmpie și de nivel montan până la alpin, Pajiști aluvionare boreale nordice, Fânețe de joasă altitudine (Alopecurus pratensis, Sanguisorba officinalis), Mlaștini turboase de tranziție și turbării mișcătoare, Izvoare fino-scandinave și mlaștini produse de izvoare bogate în minerale, Turbării Aapa, Izvoare petrifiante cu formare de travertin (Cratoneurion), Pante stâncoase calcaroase cu vegetație casmofită, Mlaștini alcaline, Pante stâncoase silicioase cu vegetație casmofită, Roci stâncoase cu vegetație pionieră de Sedo-Scleranthion sau Sedo albi-Veronicion dillenii, Taiga vestică, Păduri fino-scandinave bogate în ierburi cu Picea abies, Păduri de conifere pe eskere fluvioglaciare sau legate la acestea, Păduri caducifoliate de mlaștină fino-scandinave, Mlaștini împădurite, Păduri aluvionare cu Alnus glutinosa și Fraxinus excelsior (Alno-Padion, Alnion incanae, Salicion albae).
La baza desemnării sitului se află mai multe specii protejate:
- plante (9): Arenaria ciliata subsp. pseudofrigida, Crepis tectorum subsp. nigrescens, Diplazium sibiricum, Draba cinerea, Encalypta mutica, Hamatocaulis lapponicus, Hamatocaulis vernicosus, Ranunculus lapponicus, ochii-șoricelului (Saxifraga hirculus)
- păsări (42): minunița (Aegolius funereus), gâscă de semănătură (Anser fabalis), cocoșul de mesteacăn (Bonasa bonasia), buha (Bubo bubo), șorecarul comun (Buteo buteo), prundaș de nămol (Calidris falcinellus), bătăuș (Calidris pugnax), mierla de apă (Cinclus cinclus), erete vânăt (Circus cyaneus), gușă vânătă (Cyanecula svecica), lebădă de iarnă (Cygnus cygnus), ciocănitoare neagră (Dryocopus martius), Emberiza rustica, șoim de iarnă (Falco columbarius), șoimul rândunelelor (Falco subbuteo), vânturel roșu (Falco tinnunculus), muscar (Ficedula parva), cufundar polar (Gavia arctica), ciuvică (Glaucidium passerinum), cocor (Grus grus), becațină mică (Lymnocryptes minimus), Lyrurus tetrix tetrix, rață catifelată (Melanitta fusca), rață neagră (Melanitta nigra), Mergellus albellus, codobatura galbenă (Motacilla flava), viespar (Pernis apivorus), notatița cu ciocul subțire (Phalaropus lobatus), Phylloscopus borealis, pitulice verzuie (Phylloscopus trochiloides), ciocănitoare de munte (Picoides tridactylus), ciocănitoare verzuie (Picus canus), ploier auriu (Pluvialis apricaria), Sterna paradisaea, Strix nebulosa, huhurezul mic (Strix uralensis), Surnia ulula, măcăleandru albastru (Tarsiger cyanurus),  cocoș de munte (Tetrao urogallus), fluierar negru (Tringa erythropus), fluierar de mlaștină (Tringa glareola), fluierarul cu picioare roșii (Tringa totanus)
- mamifere (2): gluton (Gulo gulo), vidră de râu (Lutra lutra)
- nevertebrate (11): Boros schneideri, Dytiscus latissimus, Lycaena helle, Ophiogomphus cecilia, Phryganophilus ruficollis, Pytho kolwensis, Stephanopachys linearis, Stephanopachys substriatus, Vertigo genesii, Vertigo geyeri, Xestia brunneopicta

Pe lângă speciile protejate, pe teritoriul sitului au mai fost identificate 123 de specii de plante, 1 specie de păsări, 3 specii de mamifere, 47 de specii de nevertebrate, 67 de specii de pești.